# Gårde
Gårde is een kleine plaats in de Deense gemeente Varde. De plaats maakt deel uit van de parochie Tistrup. 
Gårde ligt aan de  12, de hoofdroute van Esbjerg naar Viborg en aan de spoorlijn Esbjerg - Struer. Vanaf het station vertrekt ieder uur een trein in beide richtingen.